# 박주영축구장
박주영축구장(朴主永蹴球場, Park Chu-young Football Field)은 대한민국 대구광역시에 있는 스포츠 시설이다. 인조잔디 필드와 우레탄 필드가 갖춰진 다목적 경기장이며, 2009년 8월 10일에 준공하여 2010년 4월 10일부터 개방되었다. 2009년 8월에 '대구동구구민운동장'이라는 명칭으로 준공되었고, 2010년 4월에 개방되면서 '율하체육공원 주경기장'이라는 명칭으로 시설이 운영되다가, 2010년 7월 9일에 '박주영축구장'으로 이름이 변경되었다.

## 참고 문헌
- 〈박주영축구장〉. 《한국향토문화전자대전》. 한국학중앙연구원.[깨진 링크(과거 내용 찾기)]
- 〈율하체육공원〉. 《한국향토문화전자대전》. 한국학중앙연구원.[깨진 링크(과거 내용 찾기)]
- “박주영축구장”. 대구광역시동구청.
- “박주영축구장”. 대구광역시동구체육회.
- 《전국 공공체육 시설 현황 (2017년말 기준)》. 대한민국 문화체육관광부. 2019.
- 《2019년 전국 공공체육시설 현황 (2018년말 기준)》. 대한민국 문화체육관광부. 2020.
- 《2020년 전국 공공체육시설 현황 (2019년말 기준)》. 대한민국 문화체육관광부. 2021.
- 《2022년 전국 공공체육시설 현황 (2021년말 기준)》. 대한민국 문화체육관광부. 2023.
- 《2023 전국 공공체육시설 현황 (2022년 12월말 기준)》. 대한민국 문화체육관광부. 2024.